# Ламба (озеро в Петрозаводске)
Ламба — пресноводное неглубокое озеро в северной части города Петрозаводска. Располагается на границе зоны природного ландшафта Сулажгорские высоты в северной части города, недалеко от лыжной базы. Берега озера сильно заболочены и заросли растительностью, подступ к ним затруднен (недалеко от озера проходят лыжная трасса и беговая дорожка). Название озера происходит от регионального наименования маленьких лесных озёр.
Из озера вытекает ручей Тереж — приток реки Томицы, втекают небольшие ручьи.
Для водоема характерна высокая цветность воды и низкая прозрачность.